# 無煙火薬

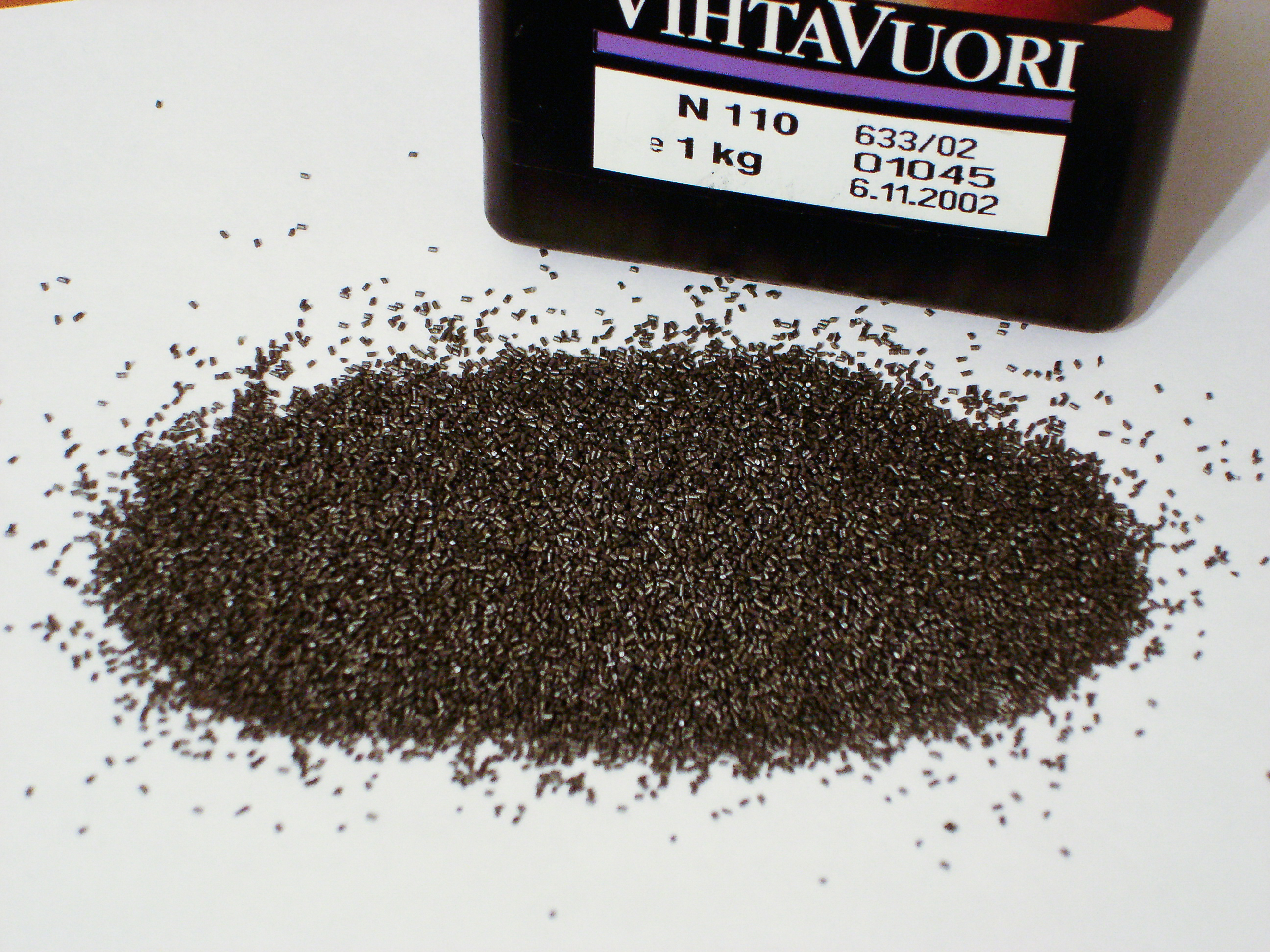
無煙火薬（フィンランドVIHTAVUORI社製）

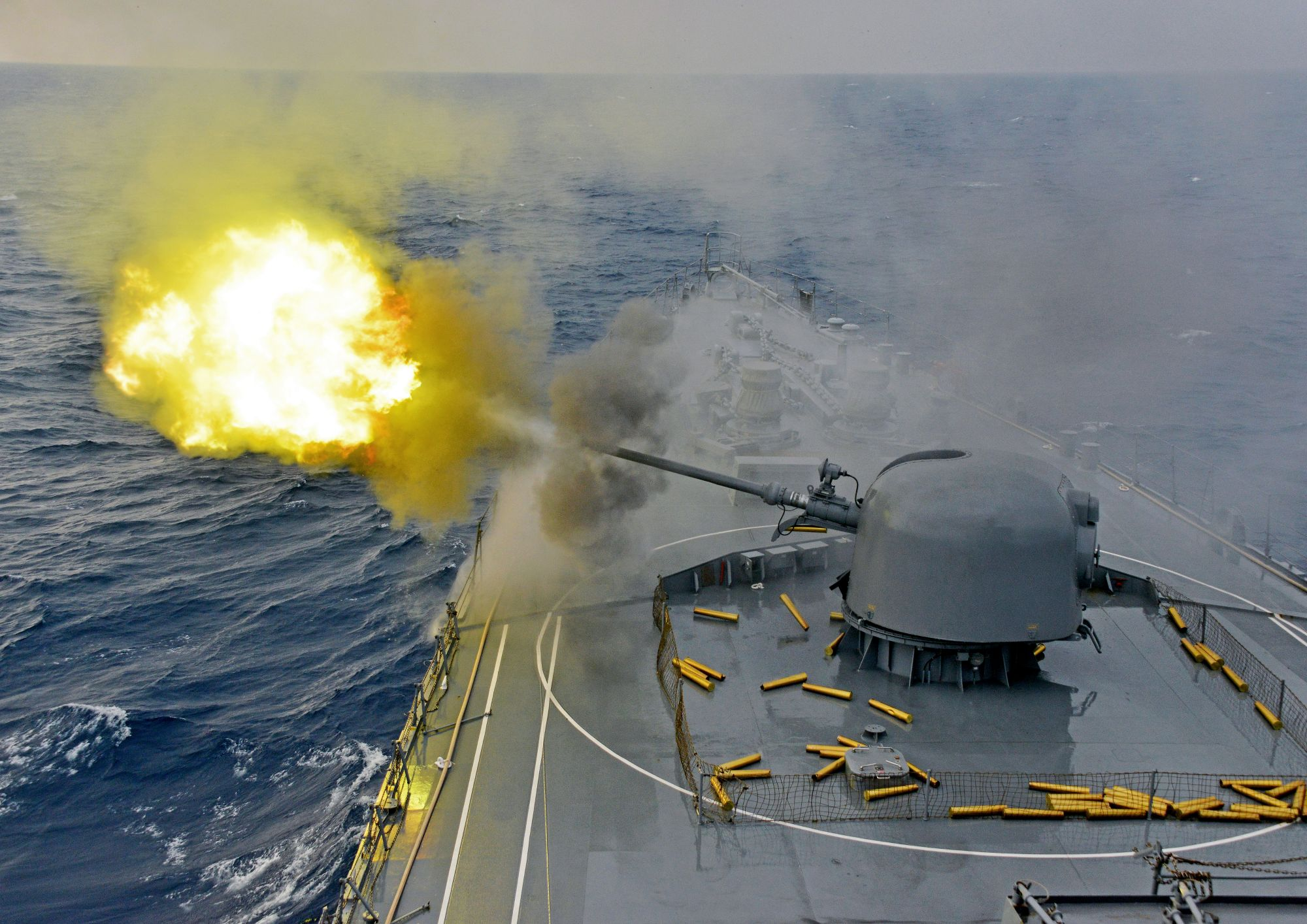
無煙火薬を使用するオート・メラーラ76mm砲の射撃。シングルベース火薬のため、一次火炎と煙の量が若干多い。

無煙火薬（むえんかやく）とは、ニトロセルロースを主成分とし、燃焼時の発煙量が少なく、高い圧力と効率で弾丸を加速する、火器用発射薬である。

## 概要
無煙火薬は、黒色火薬に比べて、燃焼時の発煙量が少なく、燃焼速度が速い、火器（銃・砲）の発射薬（ガンパウダー）として開発された。黒色火薬や褐色火薬（有煙火薬）の欠点を克服し、発射砲弾の加速効率を向上させた。高いエネルギー効率により、少ない火薬量で高い初速を実現し、大口径砲の設計では、砲身や薬室の最適化を通じて、重量軽減が可能となった。ただし、燃焼速度が速く、薬室や銃砲身に高い圧力（100～400MPa）を発生するため、高強度鋼や強化された薬室を必要とする。これにより、黒色火薬時代に比べて火器設計の革命がもたらされた。
なお、「無煙」とは、大量の煙を出す黒色火薬に比較して発煙量が少ないという意味で、燃焼には白煙を伴う。特に大量の装薬を使う大型火砲などでは多くの煙が出るが、黒色火薬と比較して発生した煙が晴れるのも早い。
ほかに無煙火薬の特徴として、燃焼後の灰分が減り、銃砲の清掃周期が延び、薬室内部に滓がこびりつく頻度も減ったので、速射砲や機関銃のような自動火器の信頼性向上に大きく貢献した。
また、発砲炎も抑制されているが、銃・砲口から出る火炎には薬室内での燃焼から出る「一次火炎」と銃・砲口から出た後で空気中の酸素と反応して出る「二次火炎」があり、二次火炎の方が輝度が大きく使用者の視界に悪影響を与えるため、これを抑制するために消炎剤を添加してある。一方、一次火炎を抑制するためには火薬自体の組成を調整する必要がある。
基本成分はニトロセルロース、ニトログリセリン、ニトログアニジンの3つが基剤となる。火薬は、ニトロセルロースだけを原料に用いたもの、ニトロセルロースとニトログリセリンを用いたもの、3つの物質を用いたものの3種類に大別できる。それぞれ、シングルベース火薬、ダブルベース火薬、トリプルベース火薬と称される。各々は、推進性能、消炎性能、発煙量、焼食抑制性能などが異なる。シングルベースは砲口炎が多く推進性能が低いものの安価で焼食が少なく、ダブルベースは推進性能は高いものの焼食が大きく、トリプルベースは砲口炎が少なく、推進性能が高く、焼食も少ないが高価となっている。
無煙火薬は、黒色火薬より、衝撃や静電気に対して敏感な（感度が高い）場合があり、取り扱いには、より注意が必要である。

## 歴史
ナポレオン戦争頃までの軍指揮官は、火器を発射すると出る白煙でおおわれた戦場の問題について不満を持っていた。この厄介物は風が吹けばやがて晴れるが、無風状態だと霧のように停滞していつまでも視界を妨げるからである。特に19世紀初期までは軍の命令伝達は、伝令を出して直接伝える以外、旗旒信号や腕木通信などの視覚通信に依存していたため、影響は大きかったからである。また軍服も友軍への誤射を避けるため煙の中でも目立ちやすい派手な色を使ったり、距離を誤認させるため高い帽子を採用していた。
まずニトロセルロースが1846年にクリスチアン・シェーンバインによって発明されたが、問題が多くすぐには実用されなかった。続いて1884年に、ポール・ヴィエイユは、B火薬と呼ばれる無煙火薬を発明した。これはエーテルとアルコールを混合しゼラチン化させた綿火薬から作られ、ローラーに通して薄いシート状に形成したのち、破片状に切断して使用された。B火薬は安定性が高く、湿気にも強いので近代的なライフル銃の弾薬として最適と判断され、フランス軍はB火薬のために8mmルベル実包と、これを用いるルベルM1886ライフル銃を開発した。第一次ボーア戦争ごろには無煙火薬が普及したため戦場での見通しが良くなり、派手な色の軍服は狙撃されやすくなったため目立たない色へと移行していった。
日本の陸軍卿大山巌は欧州視察の際、このB火薬をフランスより少量持ち帰った。その後、分析され試製テストを経て、1893年に板橋火薬廠にて日本においての初製造が行われた。
この国産無煙火薬を初めて用いた軍用銃が1889年(明治22年)制式採用の二十二年式村田連発銃であったが、当初は帝国陸軍より無煙火薬の民間への払い下げがなかなか行われず、市井の狩猟家(主に有産階級)は高価な輸入品に頼らざるを得ない状況が続いたという。こうした事態を憂慮した大沼斗石、飯島魁らの建議により板橋火薬廠にて猟用無煙火薬としてL印猟用無煙火薬が製造販売され、後にNN印無煙火薬へと改良された。1924年(大正13年)には板橋火薬廠によりマーズ猟用無煙火薬の製造販売が開始され、翌年の公開試射会では米レミントン、英エレー、独ワルスロード(ロットウェル)ら輸入無煙火薬に比肩する性能が確認された。第二次世界大戦の勃発により板橋、岩鼻、宇治など帝国陸軍の火薬廠は民間向けの猟用火薬販売を中止、市井の狩猟家は日本油脂が1943年(昭和18年)より販売を開始したツバサ印無煙火薬にて戦中、終戦直後の狩猟を行うこととなった。日本油脂は終戦直後から1949年(昭和24年)まで日産化学工業と改称し、ツバサ印無煙火薬の市場供給を続けたが、1952年(昭和27年)には旧陸軍のNN印無煙火薬の販売を再開、同時期に旭化成やダイセルなども猟用無煙火薬事業に参入し現在に至っている。
1887年にイギリスでアルフレッド・ノーベルは、バリスタイトと呼ばれている無煙火薬を開発した。しかし、これはコルダイトとそっくりであったため、特許侵害について長い法廷闘争が起こった。
1890年に米国で無煙火薬の特許がハドソン・マクシムによって取得された。
1889年にコルダイトが開発され、以降、無煙火薬の主流となった。

## 黒色火薬と無煙火薬の圧力特性の違い
黒色火薬と無煙火薬とでは、燃焼特性と圧力生成において、大きく異なる。
黒色火薬（硝酸カリウム75%、木炭15%、硫黄10%）は、表面燃焼方式※で、燃焼速度が遅く（400～500m/s）、低エネルギー密度（2.7～3.0MJ/kg）、低ガス発生量（280L/g）、低圧で、密閉空間でも圧力は数MPa（数十気圧）に留まる。
※黒色火薬の「表面燃焼」は粒径に依存。細かい粉末なら燃焼速度がやや上がるが、無煙火薬には及ばない。
これに対し、無煙火薬（主にニトロセルロース基）は、内部燃焼方式で、燃焼速度が速く（数千m/s）、高エネルギー密度（4.0～5.0MJ/kg）、高ガス発生量（800～1,000L/g）、高圧で、薬室内で100～400MPa（1,000～4,000気圧）の急激な圧力ピークを生成する。
この圧力差は、黒色火薬の100～1,000倍※に達し、火器設計に革命をもたらした。
※「圧力100～1,000倍」は火器による（小銃で100～600倍、大砲で1,000倍）。
例えば、6.5mm小銃弾の無煙火薬2gは薬室圧200～300MPaを生成するが、火縄銃の黒色火薬5gは1～3MPaにしか達しない。
黒色火薬の低圧特性は、鋳鉄や軟鋼製の銃砲身（耐圧20～50MPa）で対応可能だったが、燃焼の遅さからガスが急速に拡散し、弾丸へのエネルギー伝達効率は20～30%※と低かった。
※黒色火薬の効率は銃身長や火薬粒径で変動。最適化（例: 細粒火薬、長銃身）で30%超も可能だが、限界は40%。
一方、無煙火薬は高いガス発生量（同重量で、黒色火薬の3～4倍）と、速い燃焼により、50～60%の効率※で弾丸を加速する。
※無煙火薬の効率は銃身設計（ライフリング、薬室密閉度）に依存。最新の火器では70%に近づく。

一般的な誤解として、「無煙火薬は黒色火薬の3倍の性能」「黒色火薬を、無煙火薬の3倍の量を使用すれば、同等の性能（圧力や初速）が得られる」と考えられることがある。これは、黒色火薬のエネルギー密度（2.7～3.0MJ/kg）が無煙火薬（4.0～5.0MJ/kg）の約2/3であり、歴史的に無煙火薬が黒色火薬の1/3の量で同等の初速を達成した例（例：1880年代のライフル）に基づく。しかし、この近似は誤りである。
無煙火薬の速い燃焼速度（マイクロ秒～ミリ秒オーダー）と急激な圧力ピークは、黒色火薬の遅い燃焼（ミリ秒オーダー、数MPa）では再現不可能である。黒色火薬を3倍量使用しても、圧力は依然として100～1,000倍低く、現代火器の性能を達成するには、無煙火薬の数十倍の量と、特殊な密閉構造が必要だが、これは現実的ではない。
中世の中国の火器で、竹筒を銃身にした銃砲を作ることができたのも、この黒色火薬の圧力ピークの低さのおかげである。これが、無煙火薬であれば、黒色火薬の1/3の量であっても、瞬時に破裂し飛散することになる。

よって、黒色火薬の使用を前提とした火器に、上記の様に「無煙火薬の使用量を黒色火薬の1/3にすればいい」と勘違いして、無煙火薬を安易に使用すると、その100～1,000倍に及ぶ、両者の圧力ピークの違いから、重大な事故を招くことになる。
無煙火薬の高圧ピークは、銃砲身や薬室に大きな負担をかけ、1880年代～1890年代の導入初期には、黒色火薬用火器での誤用による、銃身破裂事故が多数報告されている。
無煙火薬の高圧ピークに対応するには、火器の設計を根本的に変更する必要があり、そして、火器の設計は、クロムモリブデン鋼などの高強度鋼（耐圧500MPa以上）、強化薬室、精密ライフリングへと進化した。これが現代銃器の基礎となった。
無煙火薬の採用により、現代の小銃（例：6.5mm弾、200～300MPa）や大口径砲（例：12.7mm NATO弾、378MPa）が実現※したが、黒色火薬では、こうした高圧を再現することは不可能※である。
※無煙火薬の採用で、連射機構（例: ガトリング銃→自動小銃）や長射程砲も実現。
※黒色火薬は、圧力10MPa以下、初速400m/sが限界。現代火器（初速900m/s、射程2,000m）は不可能。
| 特性             | 黒色火薬                             | 無煙火薬                                                                         |
| ---------------- | ------------------------------------ | -------------------------------------------------------------------------------- |
| 組成             | 硝酸カリウム75%、木炭15%、硫黄10%    | ニトロセルロース（単基）、＋ニトログリセリン（二基）、＋ニトログアニジン（三基） |
| 燃焼方式         | 表面燃焼                             | 内部燃焼                                                                         |
| 燃焼速度         | 400–500 m/s（低圧時）                | 数千 m/s（高圧下）                                                               |
| 圧力ピーク       | 数MPa（数十気圧）                    | 100–400 MPa（1,000–4,000気圧）                                                   |
| ガス発生量       | 1gあたり280–300 L                    | 1gあたり800–1,000 L                                                              |
| エネルギー効率   | 20–30%（弾丸への伝達）               | 50–60%（弾丸への伝達）                                                           |
| 火器設計要件     | 低圧対応（鋳鉄、軟鋼、耐圧20–50MPa） | 高圧対応（高強度鋼、耐圧500MPa以上）                                             |
| 歴史的事故リスク | 低い（低圧による）                   | 高い（黒色火薬用火器での誤用による銃身破裂、例：1880–1890年代）                  |

## 無煙火薬の種類
- シングルベース火薬
- ダブルベース火薬
- トリプルベース火薬